# هالاوا (هاوایی)
هالاوا (به انگلیسی: Halawa) یک منطقهٔ مسکونی در ایالات متحده آمریکا است که در شهرستان هونولولو، هاوایی واقع شده‌است. هالاوا ۶٫۰ کیلومتر مربع مساحت و ۱۴٬۰۱۴ نفر جمعیت دارد و ۵۴ متر بالاتر از سطح دریا واقع شده‌است.